# Kyle Rae
Kyle Rae (sinh ngày 23 tháng 1 năm 1954) là một nhà tư vấn người Canada và cựu chính khách. Rae là thành viên của Hội đồng thành phố Toronto từ năm 1991 đến năm 2010, đại diện cho Phường 6 ở thành phố cổ từ năm 1991 đến 1997 và Phường 27 ở Toronto Centre-Rosedale sau sự hợp nhất của thành phố Toronto năm 1997.

## Sau chính trị
Kể từ khi nghỉ hưu, Rae đã làm việc như một nhà tư vấn cho phân vùng bù trừ của ngành công nghiệp phát triển và các rào cản pháp lý và luật định khác thay mặt cho các nhà xây dựng. Vào năm 2012, chủ tịch của ONEX, Gerry Schwartz đã thuê Rae để vận động các ủy viên hội đồng thành phố chống lại một sòng bạc ở trung tâm thành phố, một sự phát triển mà ủy ban điều hành của thành phố đã coi là một công cụ phát triển kinh tế.  Ông cũng giảng dạy chính trị nhập môn và chính quyền địa phương bán thời gian tại Đại học Ryerson.